# Oberonia cirrhifera
Oberonia cirrhifera är en orkidéart som beskrevs av Johannes Jacobus Smith. Oberonia cirrhifera ingår i släktet Oberonia och familjen orkidéer. Inga underarter finns listade i Catalogue of Life.